# Roblox

Logo dal 2025

Roblox è una piattaforma di gioco online e un sistema di sviluppo per la creazione di videogiochi sviluppato nel 2004 e pubblicato da Roblox Corporation nel 2006.
Una volta che un giocatore si è iscritto alla piattaforma di sviluppo proprietaria, Roblox Studio, viene generata un'esperienza predefinita chiamata "Starter Place".
Gli utenti della piattaforma possono creare minigiochi (denominati esperienze) tramite il linguaggio di programmazione Lua. Avranno poi la possibilità di modificare il nome predefinito e pubblicare i propri minigiochi e oggetti sul Marketplace della piattaforma, destinati a un uso gratuito nel caso dei minigiochi, o a un acquisto in cambio di Robux per gli oggetti, non tutti gli oggetti sono a pagamento.

## Acquisti online
La valuta virtuale di Roblox è chiamata Robux: essi possono essere acquistati (sia virtualmente che fisicamente, acquistando una gift card) o possono essere ricevuti dall'utente se un gioco da lui creato diventa popolare; i creatori di contenuti su Roblox possono ricevere Robux anche tramite la vendita di oggetti ad altri utenti nel Marketplace. 
I Robux possono essere ottenuti anche tramite l'abbonamento Roblox Premium: un abbonamento mensile a più livelli che offre vantaggi come, appunto, Robux mensili e l'accesso a funzionalità esclusive. Ci sono diversi livelli di abbonamento, con vari costi mensili.
I Robux possono essere utilizzati per acquistare vestiti e/o accessori dal Marketplace, oppure per acquistare Gamepass, ovvero delle funzionalità o contenuti speciali possono essere acquistati in cambio di Robux all'interno dei giochi. Concedono accessi speciali o offrono oggetti di gioco unici che i giocatori possono usare. 

## Storia e sviluppo
La versione beta di Roblox venne creata dal co-fondatore David Baszucki nel 2005. Il suo username su Roblox è builderman. Baszucki iniziò a provare le prime demo quell'anno.
Nel marzo 2007, Roblox diventò conforme al Children's Online Privacy Protection Act, con l'aggiunta della chat sicura, una modifica che ha limitato gli utenti di età inferiore ai tredici anni a comunicare selezionando messaggi predefiniti da un menu.
Nell'agosto 2007, Roblox aggiunse il Builders Club, un abbonamento premium, e applicò miglioramenti del server.
Nel dicembre 2011, Roblox tenne la sua prima Hack Week, un evento annuale in cui gli sviluppatori Roblox lavorano su idee innovative fuori dagli schemi per i nuovi sviluppi da presentare alla società.
L'11 dicembre 2012, Roblox fece uscire una versione per iOS della piattaforma di gioco.
L'11 febbraio 2013 Erik Cassel, il co-fondatore di Roblox, morì di cancro.
Il 31 maggio 2015 venne aggiunta una funzione chiamata "Smooth Terrain", che aumentò la fedeltà grafica del terreno e cambiò il motore fisico da uno stile orientato ai blocchi a uno stile più fluido e realistico. Il 20 novembre Roblox è stato lanciato su Xbox One, con una selezione iniziale di 15 giochi scelti dallo staff di Roblox. I nuovi giochi Roblox per questa console dovranno passare attraverso un processo di approvazione e sono soggetti agli standard della Entertainment Software Ratings Board.
Nell'aprile 2017, Roblox lanciò Roblox VR per Oculus Rift. Al momento dell'uscita, oltre dieci milioni di giochi erano disponibili in 3D. Nello stesso periodo, la funzione della chat sicura venne rimossa e fu sostituita da un sistema basato su una whitelist con una serie di parole accettabili per gli utenti di età inferiore ai 13 anni e su una lista nera per altri utenti. A giugno, la società ha lanciato una versione compatibile con Windows 10. Mentre la piattaforma di gioco è presente sul web, questa è la seconda volta che viene aggiornato con un launcher autonomo creato per Windows; il launcher precedente venne rimosso verso fine del 2009 con la versione web.
Il 13 luglio 2021 Roblox è stato lanciato nell'App Store cinese grazie a una collaborazione con Tencent.
Il 10 ottobre 2023 Roblox è stato lanciato sulle console di casa Sony (PlayStation 4 e PlayStation 5); la versione per PS5 è però giocabile tramite retrocompatibilità. Fino ad oggi conta più di 40 milioni di titoli.
Roblox ha ricevuto i seguenti riconoscimenti:
- Inc. 5000 Elenco delle società private in più rapida crescita degli Stati Uniti (2016, 2017)[17][18]
- Premio di eccellenza dell'Associazione per lo sviluppo economico della Contea di San Mateo (SAMCEDA) (2017)[19]
- Premio Tech & Innovation del San Francisco Business Times - Gaming / eSports (2017)[20]

## Loghi

2004[21]
2004-2005[21]
2005-2006[21]
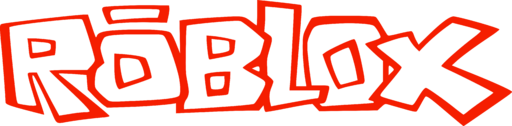
2006-2015
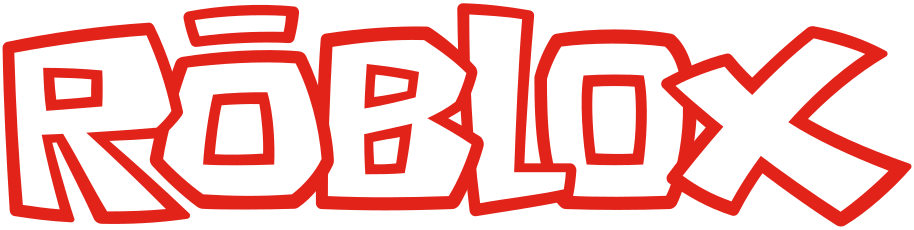
2015-2017
2017-2018[21]
2018-2022[21]
2022-oggi[21]

## Giochi
Grazie al suo status di piattaforma di giochi creati dagli utenti, Roblox ha una varietà di giochi popolari; a luglio 2020, almeno 20 giochi erano stati giocati più di un miliardo di volte e almeno 1000 erano stati giocati più di un milione di volte. TechCrunch ha osservato a marzo 2021 che i giochi Roblox sono in gran parte distinti dalle tradizioni consolidate nei videogiochi free-to-play, scoprendo che i giochi Roblox di successo erano orientati alla soddisfazione immediata e scoprendo che l'aggiunta di tutorial riduceva significativamente il coinvolgimento dei giocatori, contrariamente alla saggezza consolidata sui giochi free-to-play. Molte aziende hanno utilizzato Roblox per ospitare advergame che promuovevano i loro prodotti.

## Comunità e culture
A luglio 2020 Roblox contava oltre 164 milioni di utenti attivi mensili, tra cui la metà di tutti i bambini statunitensi di età inferiore ai 16 anni. I giocatori hanno utilizzato di frequente la piattaforma per svolgere attivismo politico, con utenti che, ad esempio, hanno dichiarato il loro sostegno alle proteste di George Floyd e Black Lives Matter, e alcuni che hanno utilizzato la piattaforma per svolgere attività che erano state sospese dai blocchi del COVID-19, come le processioni religiose.
Una parte della fama di Roblox era dovuta all'effetto sonoro originale per quando un personaggio moriva, spesso trascritto come "oof", che è diventato un meme di Internet. Il suono è stato originariamente prodotto da Joey Kuras e Tommy Tallarico per il videogioco Messiah (2000), ed è stato sostituito nel 2022 in seguito ad una controversia sul copyright per Roblox e Tallarico.

## Eventi
Roblox ospita occasionalmente eventi reali e virtuali. In passato ha ospitato eventi come BloxCon, una convention per giocatori comuni sulla piattaforma. Roblox ha precedentemente organizzato cacce alle uova di Pasqua virtuali e ospita anche un evento annuale chiamato "Bloxy Awards", una cerimonia di premiazione che funge anche da raccolta fondi. L'edizione 2020 dei Bloxy Awards, tenutasi virtualmente sulla piattaforma, ha attirato 600.000 spettatori. Nel 2022, i "Bloxy Awards" sono stati rinominati "Roblox Innovation Awards". Roblox Corporation ospita annualmente la Roblox Developers Conference, un evento di tre giorni su invito a San Francisco in cui i principali creatori di contenuti sul sito vengono a conoscenza delle imminenti modifiche alla piattaforma. L'azienda ha anche ospitato eventi simili in città come Londra.
Roblox occasionalmente si impegna in eventi per promuovere film, come quelli tenuti per promuovere Wonder Woman 1984 e Aquaman. Roblox ha anche ospitato concerti virtuali, come quello con Lil Nas X; durante quel concerto, Lil Nas X ha debuttato la sua canzone "Holiday". Altri concetti virtuali hanno visto la partecipazione di artisti come la cantante svedese Zara Larsson e la band americana Twenty One Pilots. Nell'ottobre 2021, Roblox ha stretto una partnership con Chipotle Mexican Grill per regalare 1 milione di dollari di burritos alle prime 30.000 persone ogni giorno come parte della promozione Halloween Boorito di Chipotle. Nel marzo 2025 è stato avviato l'evento Roblox "The Hunt: Mega Edition", in cui i giocatori competono in 26 diversi giochi Roblox per un premio di 1 milione di dollari.